# 物理海洋学

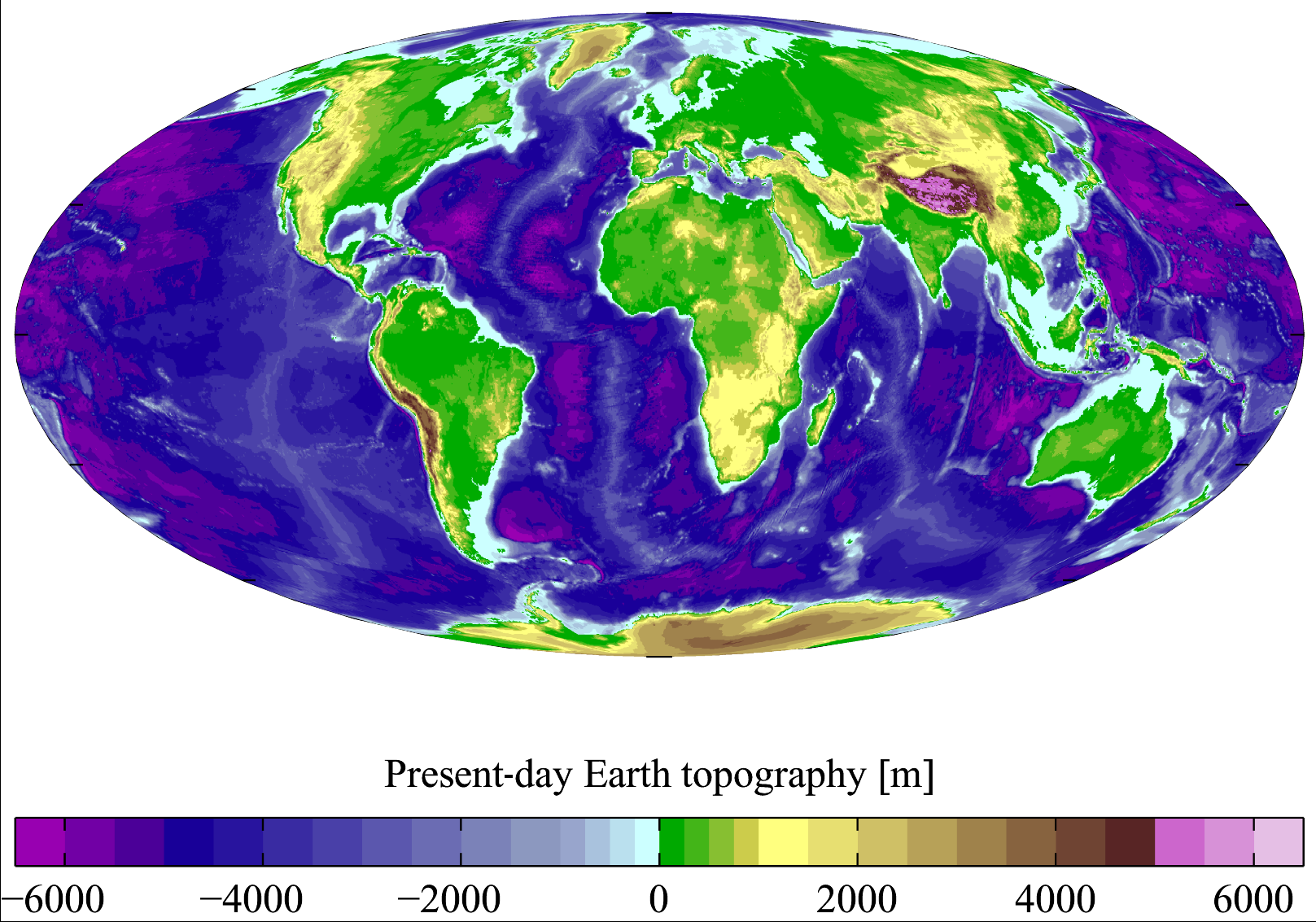
世界海洋的水深測量。

物理海洋学（英語：Physical oceanography）研究海洋與鄰近之大氣的各种物理性质，以及牽涉海洋所发生的各种物理现象。主要研究主題包括海流、潮汐、波浪、海水循環、海水及海底沉积物的物理性質、海水與大氣間的關係等。物理海洋学是海洋学的几个子领域之一，其他包括海洋生物学、海洋化学和海洋地质学。
物理海洋學可以細分為描述性海洋學和動態物理海洋學
。描述性物理海洋學旨在通過觀察和復雜數值模型研究海洋，描述盡可能精確的流體運動。動態物理海洋學則主要側重於控制流體運動的過程，強調理論研究和數值模型。 這些與氣象學共同是地球物理流體動力學（GFD）大型領域的一部分。

## 地理環境
地球約97％的水都在海洋之中。海洋是絕大多數水汽的來源，大氣中的水汽凝結，形成陸地上的降水。海洋巨大的熱容緩和了地球的氣候，吸收各種氣體影響大氣的組成。海洋甚至透過海底變質作用影響火山岩的形成，以及隱沒帶產生的火山氣體和岩漿。
海洋的深度遠大於大陸的高度; 由地球陸高海深曲線的測量表明，地球的平均海拔高度只有840公尺，而海洋的平均深度是3800公尺。 但相對於陸地，海底山脈和壕溝等極端情況比較少。海洋的面積、體積，以及平均和最大深度（不包括陸緣海）:
| 洋别   | 实际面积（平方千米） | 佔地球表面 （百分比） | 最大深度 （米） | 平均深度 （米） | 容积 （立方千米） |
| ------ | -------------------- | --------------------- | --------------- | --------------- | ----------------- |
| 太平洋 | 179,680,000          | 35.0%                 | 11,034          | 4,028           | 723,700,000       |
| 大西洋 | 93,363,000           | 18.0%                 | 9,219           | 3,627           | 337,540,000       |
| 印度洋 | 74,917,000           | 14.9%                 | 7,729           | 3,897           | 291,900,000       |
| 北冰洋 | 13,100,000           | 2.9%                  | 5,449           | 1,200           | 16,690,000        |
| 南冰洋 | 20,327,000           | 未计                  | 7,236           | 4,500           | 71,800,000        |
| 总计   | 361,000,000          | 70.8%                 | 11,034          | 3,790           | 1,300,000,000     |

## 溫度、鹽度與密度

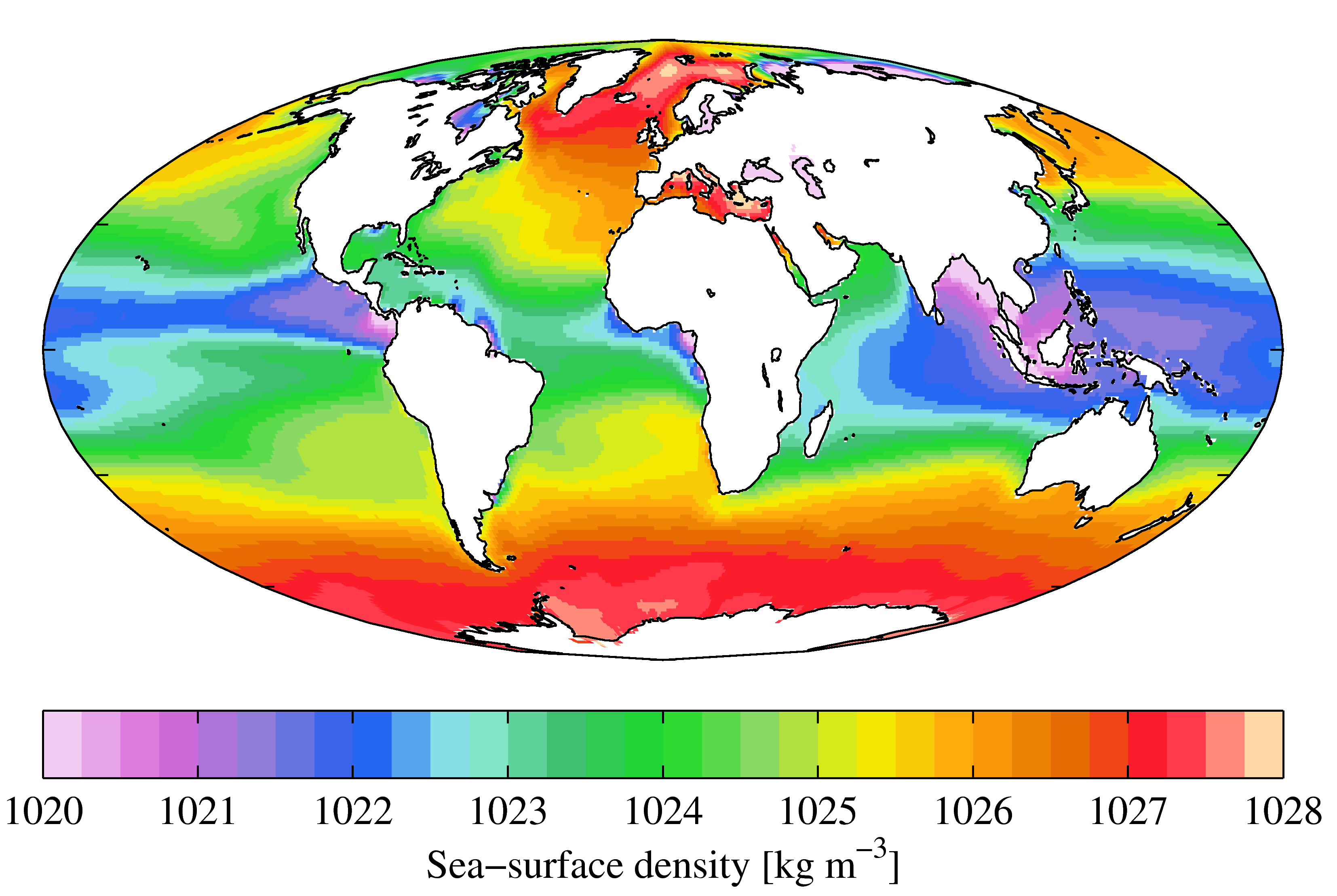
世界海洋圖集表面密度。

由於世界海洋絕大多數是深水，海水平均溫度較低，大約75％海洋體積的溫度為0°C至-5°。相同的百分比下的海水鹽度範圍在34-35 ppt（3.4-3.5％）。然而，表層海水仍然有很多變化。表面溫度範圍可以從熱帶海域約35°C，到極點附近降至冰點。鹽度可能在10至41 ppt（1.0-4.1％）之間變化
。
溫度的垂直結構可分為三個基本層，梯度低的表面混合層、梯度高的溫躍層，以及深水層。在溫度方面，海洋分層與緯度高度相依; 溫躍層在熱帶地區明顯，但在極地水域不存在）。海水中的鹵素通常位於表面附近，蒸發會升高熱帶地區的鹽度，極地地區則因為融冰而稀釋。鹽度和溫度隨著深度的變化改變了海水的密度，形成斜密層。